# 国道265号

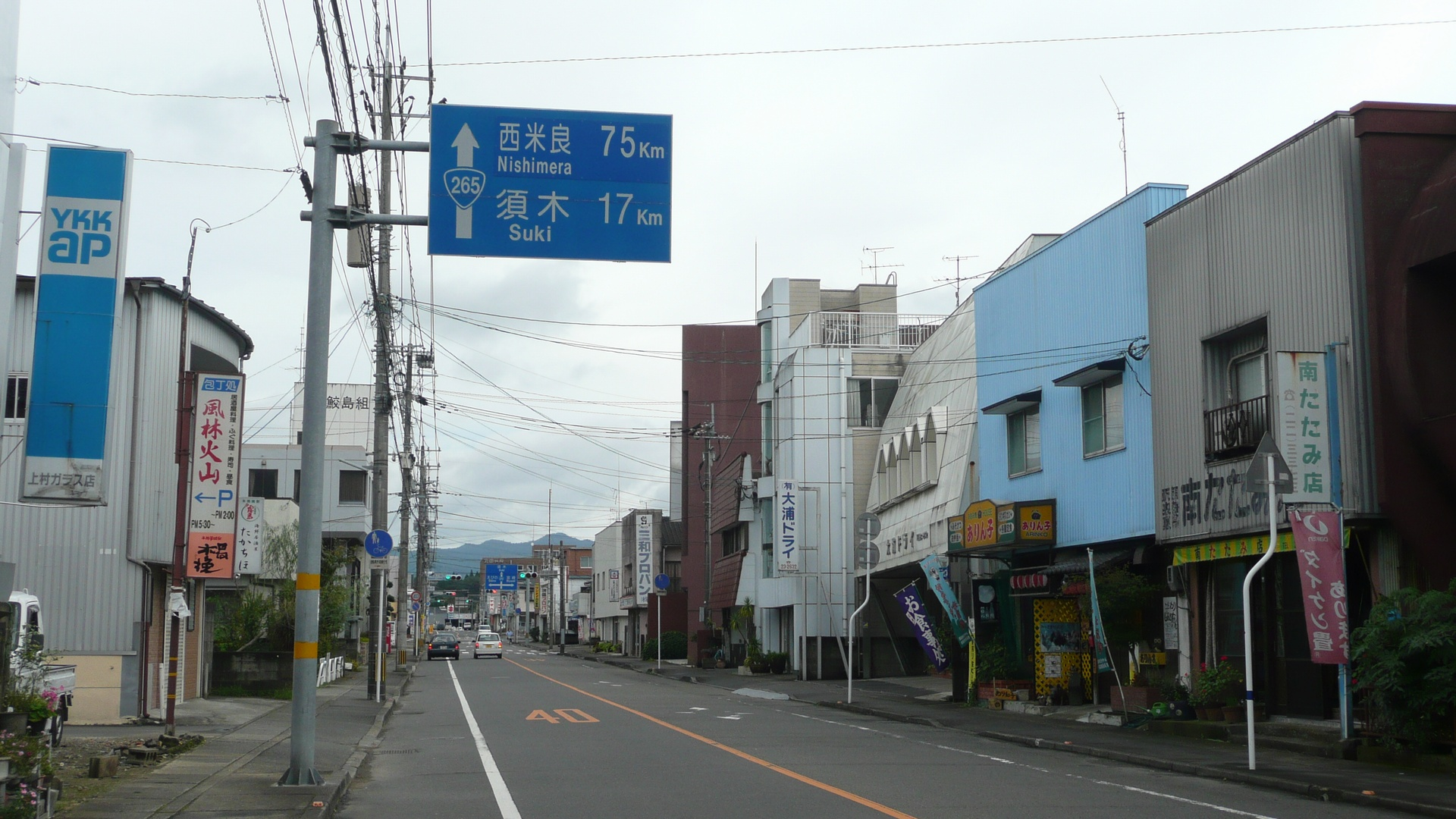
宮崎県小林市本町

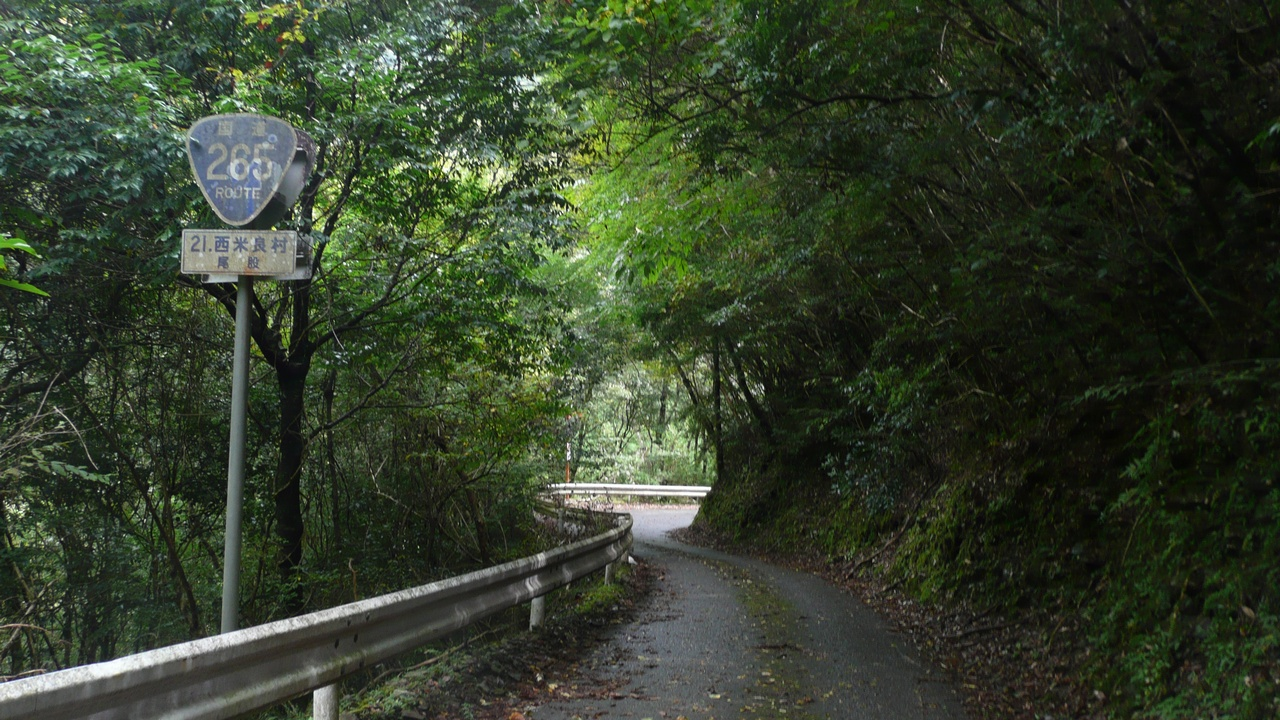
宮崎県児湯郡西米良村尾股（村所方面）

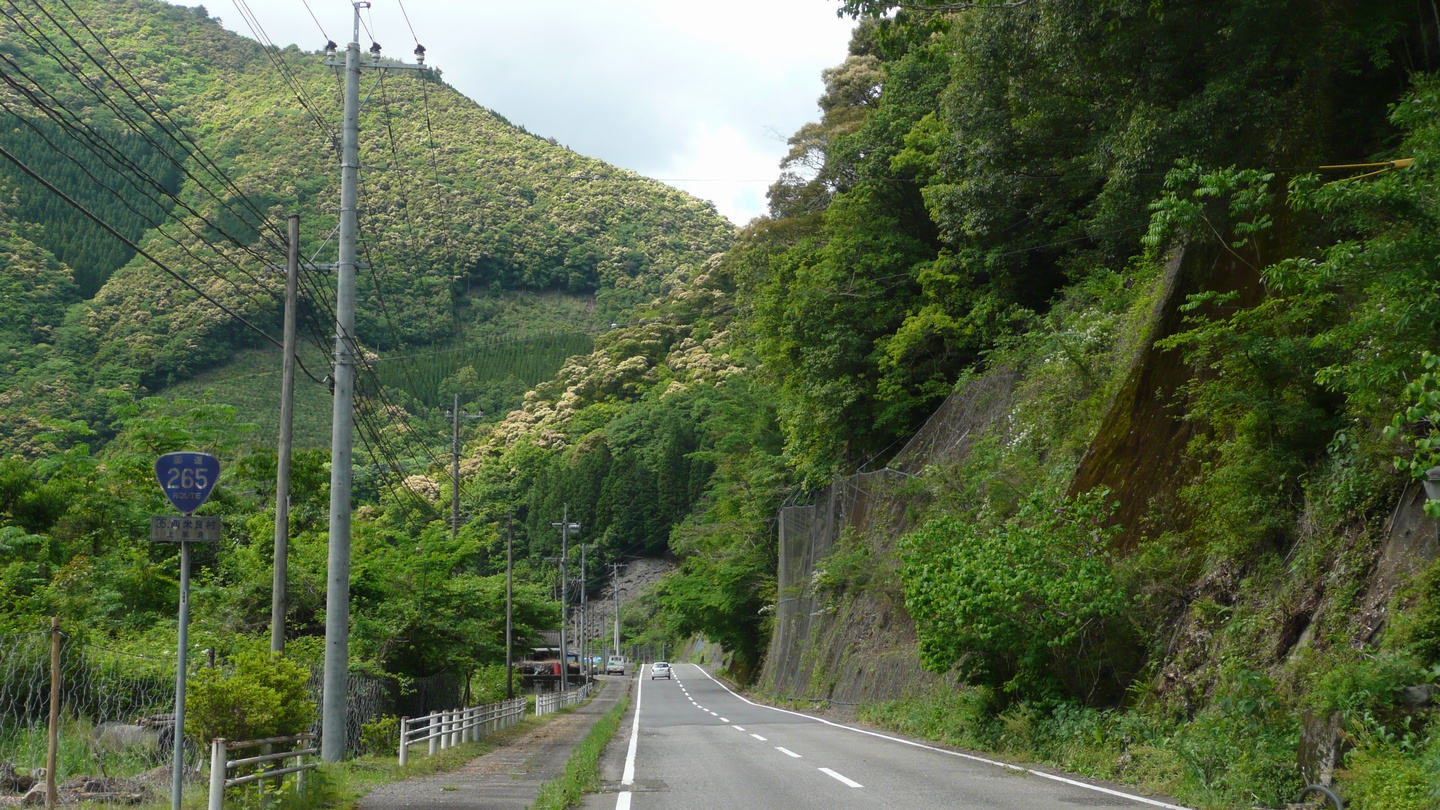
宮崎県児湯郡西米良村上米良（椎葉村方面）

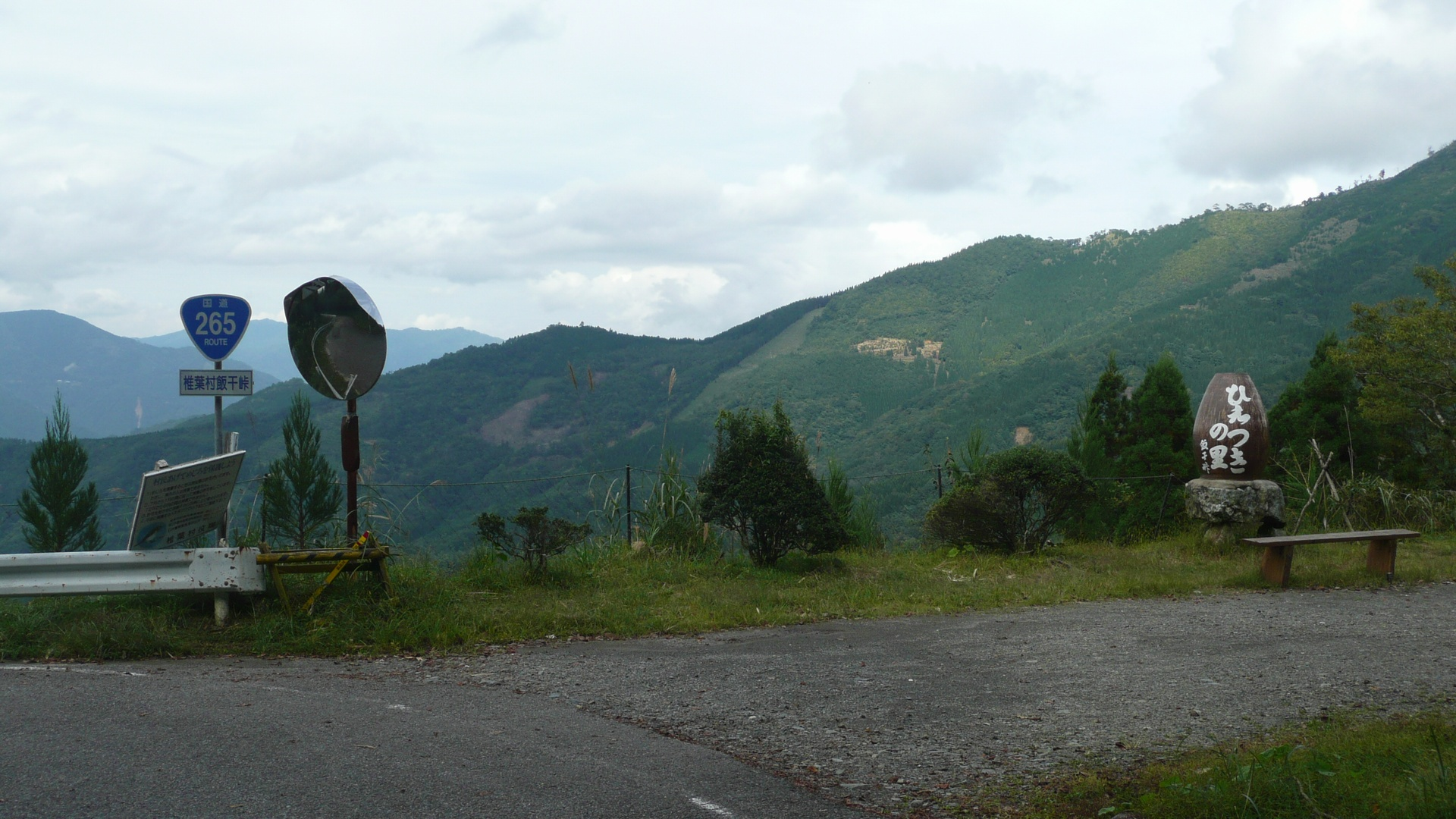
飯干峠（宮崎県東臼杵郡椎葉村）

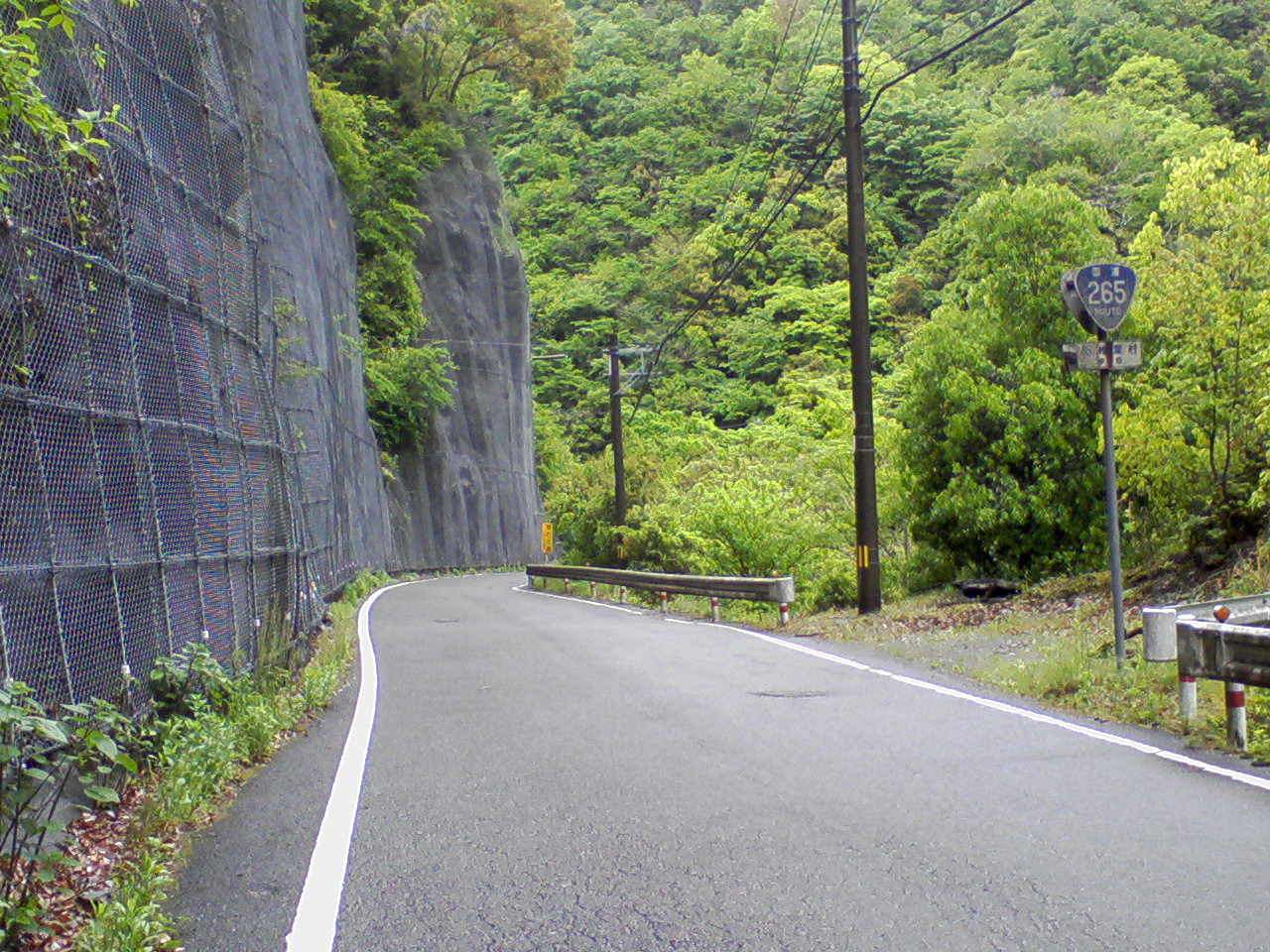
椎葉村仲塔地区（上椎葉方面）

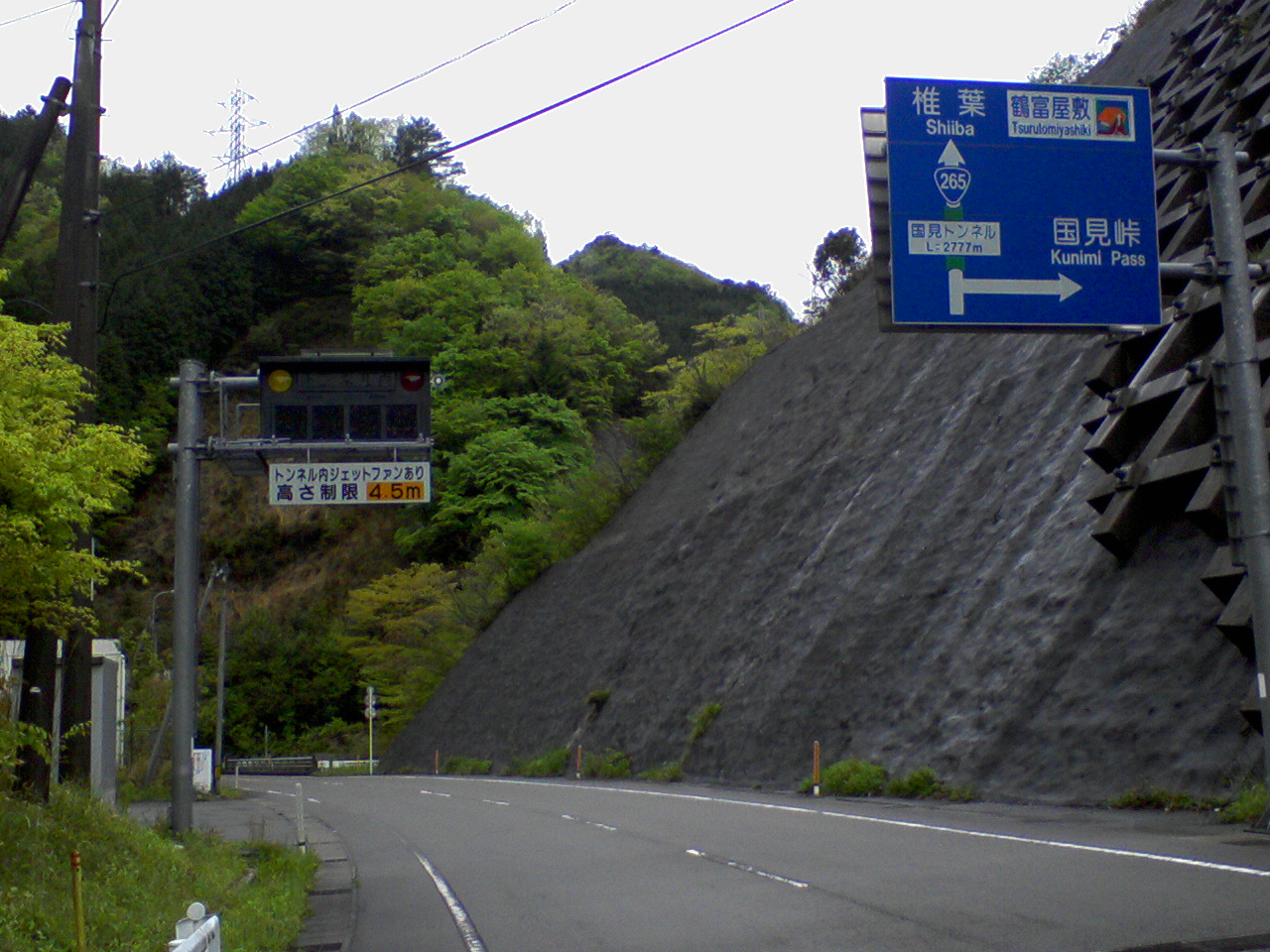
宮崎県西臼杵郡五ヶ瀬町・国見トンネル手前

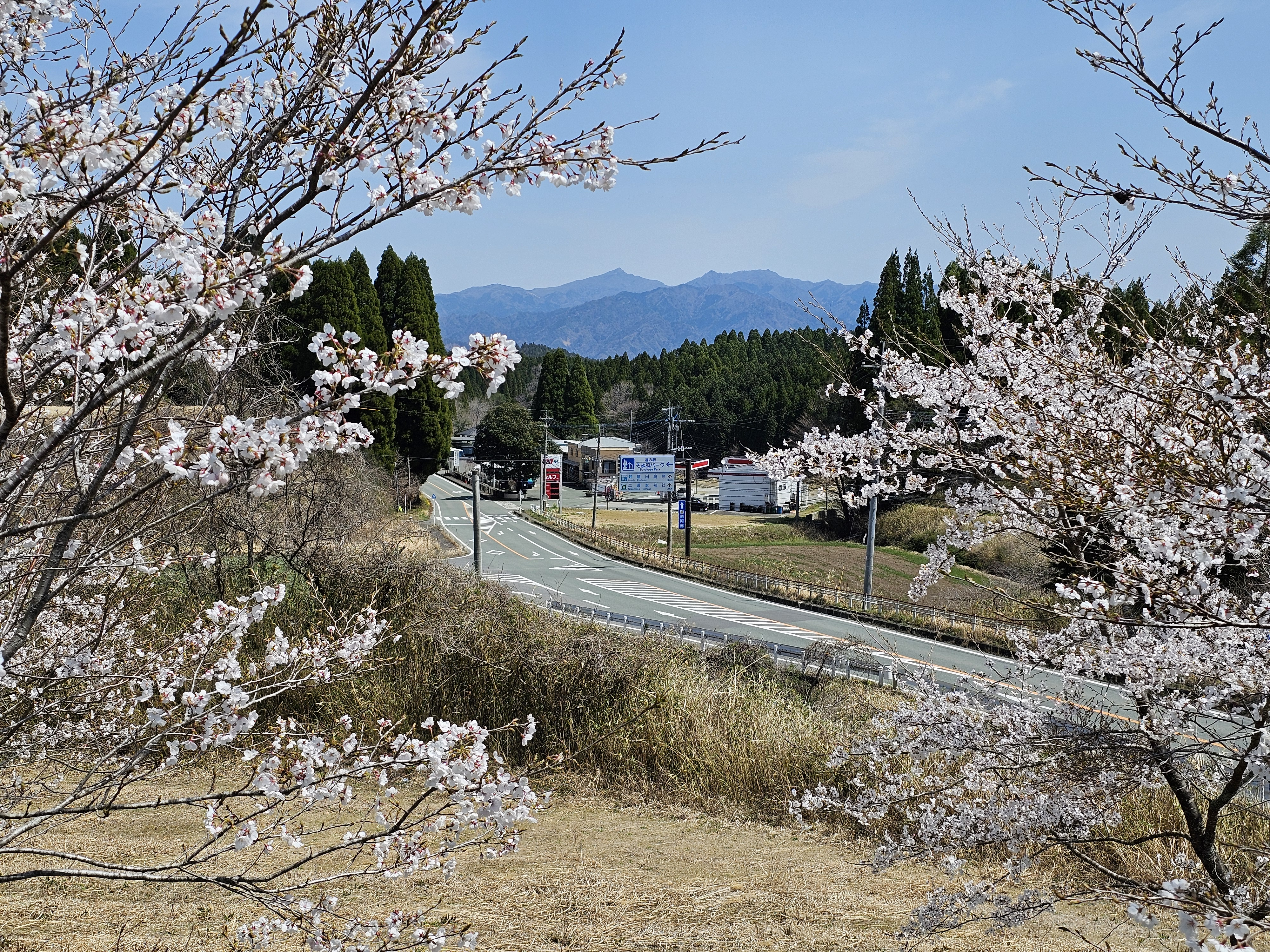
熊本県上益城郡山都町・道の駅そよ風パーク付近（阿蘇市方面）

国道265号（こくどう265ごう）は、宮崎県小林市から熊本県阿蘇市に至る一般国道である。

## 概要
南九州の中央部、山深い九州山地を南北に縦断する有数の一般国道。宮崎県南西部に位置する小林市の国道221号分岐を起点に、九州山地に分け入って北上しながら輝嶺峠（きれいとうげ）・尾股峠・飯干峠（いいぼしとうげ）を越えて児湯郡西米良村や東臼杵郡椎葉村を経由し、さらに国見峠・高森峠を抜けて熊本県北東部に位置する阿蘇市の国道57号交点に至る、延長195 kmの路線である。もともとは林道として整備された経緯があることから、小林市須木地区中心部以北から宮崎県東臼杵郡椎葉村上椎葉地区以南の大部分の区間が未改良ですれ違い（離合）が困難な狭隘道路となっており、九州の酷道の代表格としても有名である。
東臼杵郡椎葉村以北から熊本県上益城郡山都町の区間は、宮崎県の観光ルートであるひむか神話街道の路線として指定されている。また、熊本県内の区間は、雄大な風景を見ながら阿蘇山周辺をめぐる観光道路で、特に阿蘇の外輪山を抜ける箱石・大戸ノ口・高森の各峠付近は、九州随一の絶景を眺められるところとして知られる。

### 路線データ
一般国道の路線を指定する政令に基づく起終点および重要な経過地は次のとおり。
- 起点：小林市（本町交差点 = 国道221号交点、宮崎県道410号木浦木小林停車場線上）
- 終点：熊本県阿蘇郡阿蘇町[注釈 2]（内牧温泉入口交差点 = 国道57号上、国道212号終点）
- 重要な経過地：宮崎県児湯郡西米良村、同県東臼杵郡椎葉村、熊本県阿蘇郡蘇陽町[7]、同郡高森町、同郡一の宮町[注釈 2]
- 総延長 : 195.1 km（熊本県 45.5 km、宮崎県 149.7 km）重用延長を含む。[8][注釈 3]
- 重用延長 : 5.6 km（熊本県 0.7 km、宮崎県 4.8 km）[8][注釈 3]
- 未供用延長 : なし[8][注釈 3]
- 実延長 : 189.6 km（熊本県 44.7 km、宮崎県 144.9 km）[8][注釈 3]
  - 現道 : 189.5 km（熊本県 44.6 km、宮崎県 144.9 km）[8][注釈 3]
  - 旧道 : 0.1 km（熊本県 0.1 km、宮崎県 - km）[8][注釈 3]
  - 新道 : なし[8][注釈 3]
- 指定区間：国道57号と重複する区間（熊本県阿蘇市・坂梨交差点 - 内牧温泉入口交差点（終点））[9]

## 歴史
- 1963年（昭和38年）4月1日 - 二級国道265号小林阿蘇線（小林市 - 熊本県阿蘇郡阿蘇町[注釈 2]）として指定施行[10]。
- 1965年（昭和40年）4月1日 - 道路法改正により一級・二級区分が廃止されて一般国道265号として指定施行[6]。
- 1975年（昭和50年）度 - 国見峠（標高1,178 m）を回避する国見バイパスの事業開始。
- 1996年（平成8年）8月2日 - 国見バイパスが全線開通。
- 2024年（令和6年）8月29日 - 令和6年台風第10号に伴う集中豪雨により崩壊箇所が発生[11]。

## 路線状況
九州山地の中心を縦断するため狭隘道路が多く、かつて酷道と評された国見峠は1996年（平成8年）に国見トンネルが開通しているが、輝嶺峠、尾股峠、さらに飯干峠と未改良の峠越え区間が続く。宮崎県小林市の輝嶺峠区間は、コンクリートで被覆処理された山側の断崖絶壁が続く隘路。児湯郡西米良村の尾股川の渓谷沿いから尾股峠にかけては、国道265号の中でも最も整備状態が悪く、片側の路肩は断崖となるすれ違いが困難な狭隘路でカーブも多く、ガードレールが無い区間も多い。東臼杵郡椎葉村の飯干峠区間も交通難所で、大型車通行止めの1車線の隘路には峠の入口に「幅員狭小・急カーブ・路肩軟弱」の看板が立ち、すれ違いを行うための退避場所は少なく路肩はもろく弱い。椎葉村大字大河内に国道388号との重複区間が約3.6 kmある。
東臼杵郡椎葉村北西部に位置する下福良で、奥村川の橋詰からマイゴウ谷に分け入る林道を通っていくと、東臼杵郡諸塚村の国道503号へ抜けることができる。
宮崎県小林市街地 - 小林市須木と、西臼杵郡五ヶ瀬町 - 熊本県阿蘇市の区間は、峠越えがあるものの概ね2車線道路。椎葉村上椎葉 - 西臼杵郡五ヶ瀬町までは一部1車線区間が残る（画像を参照）ものの、バイパス整備が進められており大半が2車線道路に整備されている。

### バイパス
国見バイパス
国見バイパス（くにみバイパス）は、椎葉村 - 五ヶ瀬町間の国見峠を回避する目的で建設されたバイパス道路。バイパスが開通するまで国見峠は国道265号最大の難所として知られ、幅員が3 - 5 m程度で大型車の通行ができず、災害時や冬季の積雪で頻繁に全面通行止めとなっていた上に、1980年代時点においても未舗装状態であったことなどの要因から、酷道と評されるほどの区間であった。このため同バイパスの開通は両自治体、特に椎葉村の悲願といえるものであった。
1975年度（昭和50年度）に事業を開始。1985年度（昭和60年度）から本格的に工事が開始され、1993年（平成5年）2月8日に国見トンネルの起工式を挙行。1992年度（平成4年度）に椎葉村側から、1993年度（平成5年度）に五ヶ瀬町側から国見トンネルの採掘を開始。1995年（平成5年）5月19日に貫通し、1996年（平成8年）8月2日に全線開通した。
全長は6,650 m。そのうち国見トンネルは全長2,777 m（椎葉村側が1,695 m、五ヶ瀬町側が1,082 m）で、一般道のトンネルとしては当時九州一の長さであった。幅員は6（8.5） m、高さは4.5 m。NATMで建設され、標高700 m付近を貫く。総事業費は約140億円でそのうち約70億円が国見トンネルに費やされた。事業中の1995年（平成7年）にはトンネル内でのAMラジオの再送信が検討されたものの、「ラジオが受信できない」との理由で見送られている。
当バイパスの全通により、40分（19.4 km）掛かった国見峠の区間を10分程度で走行できるようになった。また、椎葉村から五ヶ瀬町への所要時間も1時間50分から1時間20分と30分短縮され、同村中心部の生徒は自宅から高等学校へ通学できるようになった。
- 中椎葉バイパス：2007年（平成19年）開通
- 軍谷（いくさだに）バイパス
- 下椎葉拡幅：2008年（平成20年）開通
- 鹿野遊（かなすび）バイパス
- 上椎葉バイパス

### 重複区間
- 国道219号（宮崎県西臼杵郡西米良村大字板谷 - 西臼杵郡西米良村大字村所・村所交差点）
- 国道388号・国道446号（宮崎県西臼杵郡椎葉村大字大河内）
- 国道327号（宮崎県西臼杵郡椎葉村大字下椎葉 - 熊本県上益城郡山都町馬見原・馬見原交差点）
- 国道218号（熊本県上益城郡山都町馬見原・馬見原交差点 - 上益城郡山都町滝上・滝上交差点）
- 国道503号（熊本県上益城郡山都町馬見原・馬見原交差点 - 阿蘇郡高森町大字高森）
- 国道325号（熊本県上益城郡山都町柳・柳交差点 - 阿蘇郡高森町大字高森）
- 国道57号（熊本県阿蘇市一の宮町坂梨・坂梨交差点 - 阿蘇市内牧・内牧温泉入口交差点（終点））

### 道路施設

#### トンネル
起点から
- 宮崎県[24]
  - 新軍谷（いくさだに）隧道：延長1,087 m、1972年（昭和47年）竣工、小林市
  - かりこぼトンネル：延長49 m、2002年（平成14年）竣工、児湯郡西米良村（国道219号重複区間）
  - やまびこトンネル：延長258 m、2001年（平成13年）竣工、児湯郡西米良村（国道219号重複区間）
  - 竹原トンネル：延長448 m、2006年（平成18年）竣工、児湯郡西米良村
  - 若宮トンネル：延長300 m、1991年（平成3年）竣工、東臼杵郡椎葉村
  - 針金橋トンネル：延長90 m、1990年（平成2年）、東臼杵郡椎葉村
  - 佐礼隧道：延長69 m、1973年（昭和48年）竣工、東臼杵郡椎葉村（高さ制限3.6 m）
  - 中椎葉トンネル：延長878 m、2006年（平成18年）竣工、東臼杵郡椎葉村
  - 中椎葉第1隧道：延長80 m、1972年（昭和47年）東臼杵郡椎葉村
  - 下椎葉第二隧道：延長41.2 m、1971年（昭和46年）竣工、東臼杵郡椎葉村
  - 下椎葉第1隧道：延長282 m、1972年（昭和47年）竣工、東臼杵郡椎葉村
  - 音ヶ瀬トンネル：延長159 m、2006年（平成18年）竣工、東臼杵郡椎葉村
  - 鹿野遊（かなすび）トンネル：延長374 m、2003年（平成15年）竣工、東臼杵郡椎葉村
  - 国見トンネル：延長2,777 m、1996年（平成8年）竣工、東臼杵郡椎葉村 - 五ヶ瀬町
- 熊本県[25]
  - 二瀬本隧道：延長392 m、上益城郡山都町
  - 笹尾隧道：延長93 m、1982年（昭和57年）竣工、上益城郡山都町
  - 高森峠隧道：延長589 m、1975年（昭和50年）竣工、上益城郡山都町 - 阿蘇郡高森町
  - 高森9号隧道：延長54 m、1978年（昭和53年）竣工、阿蘇郡高森町
  - 高森8号隧道：延長58.5 m、1987年（昭和62年）竣工、阿蘇郡高森町
  - 高森7号隧道：延長56 m、1981年（昭和56年）竣工、阿蘇郡高森町
  - 高森6号隧道：延長100 m、1982年（昭和57年）竣工、阿蘇郡高森町
  - 高森5号隧道：延長160 m、1981年（昭和56年）竣工、阿蘇郡高森町
  - 高森4号隧道：延長102 m、1979年（昭和54年）竣工、阿蘇郡高森町
  - 高森3号隧道：延長88 m、1976年（昭和51年）竣工、阿蘇郡高森町
  - 内山トンネル：延長72 m、1987年（昭和62年）竣工、阿蘇郡高森町
  - 起雲山トンネル：延長91 m、1985年（昭和60年）竣工、阿蘇郡高森町

### 路線付近の標高

高低図（横軸は起点からの路線距離）

#### 道の駅
- 熊本県
  - そよ風パーク（上益城郡山都町）

## 地理
宮崎県小林市側から、九州山地に分け入って児湯郡西米良村へたどり着くまでの間に、輝嶺峠と尾股峠という2つ交通難所を越えている。国道265号の中間の経由地で、秘境ともよばれる宮崎県東臼杵郡椎葉村は、1,000 mを超える山々に囲まれた周囲から隔絶された広大な山里で、平家の落人が住むという伝説があり、民謡「ひえつき節」や椎葉神楽など、昔ながらの山村文化を残すところである。東臼杵郡椎葉村内では、中心街を椎葉大橋で迂回して通過し、耳川の源流域である上椎葉ダムの湖畔に沿うように国道が走る。また、上椎葉村中心部から上椎葉ダムに向かう区間は、桑の木原川沿いの傾斜地でおよそ100 mの標高差を稼ぐために、地図上での平面ルートはヘアピン状に大きく迂回する。飯干峠は標高1,050 mを超える沿線最高地点で、峠越えの区間は深い森の中を走るワインディングである。国道265号の路線の北部・熊本県阿蘇市側からは、県境を越えて宮崎県五ヶ瀬町から九州山地に分け入る。
熊本県の経由地、上益城郡山都町馬見原で国道218号と分かれる付近には、「九州のへそ」とよばれている場所がある。

### 通過する自治体
- 宮崎県
  - 小林市 - 児湯郡西米良村 - 東臼杵郡椎葉村 - 西臼杵郡五ヶ瀬町
- 熊本県
  - 上益城郡山都町 - 阿蘇郡高森町 - 阿蘇市

### 交差する道路
| 交差する道路                                                          | 都道府県名 | 市町村名 | 市町村名 | 交差する場所 | 交差する場所              |
| --------------------------------------------------------------------- | ---------- | -------- | -------- | ------------ | ------------------------- |
| 国道221号 国道268号 重複 宮崎県道410号木浦木小林停車場線 重複区間起点 | 宮崎県     | 小林市   | 小林市   | 細野         | 本町交差点 / 起点         |
| 宮崎県道410号木浦木小林停車場線 重複区間終点                          | 宮崎県     | 小林市   | 小林市   | 真方         | 大手橋交差点              |
| 宮崎県道401号奈佐木高岡線                                             | 宮崎県     | 小林市   | 小林市   | 須木奈佐木   | 下奈佐木地区              |
| 宮崎県道26号宮崎須木線                                                | 宮崎県     | 小林市   | 小林市   | 須木下田     | 桑原谷地区                |
| 宮崎県道・熊本県道143号中河間多良木線                                 | 宮崎県     | 小林市   | 小林市   | 須木中原     | 中河間地区                |
| 熊本県道・宮崎県道144号槻木田代八重線                                 | 宮崎県     | 小林市   | 小林市   | 須木中原     | 田代八重地区              |
| 宮崎県道360号田代八重綾線                                             | 宮崎県     | 小林市   | 小林市   | 須木中原     | 田代八重地区              |
| 国道219号 重複区間起点                                                | 宮崎県     | 児湯郡   | 西米良村 | 大字板谷     | 鶴瀬交差点                |
| 国道219号 重複区間終点                                                | 宮崎県     | 児湯郡   | 西米良村 | 大字村所     | 村所交差点                |
| 国道388号 重複区間起点 国道446号 重複区間起点                         | 宮崎県     | 東臼杵郡 | 椎葉村   | 大字大河内   | 城地区                    |
| 国道388号 重複区間起点 国道446号 重複区間起点                         | 宮崎県     | 東臼杵郡 | 椎葉村   | 大字大河内   | 吐合地区                  |
| 宮崎県道・熊本県道142号上椎葉湯前線                                   | 宮崎県     | 東臼杵郡 | 椎葉村   | 大字下福良   | 上椎葉地区                |
| 国道327号 重複区間起点                                                | 宮崎県     | 東臼杵郡 | 椎葉村   | 大字下福良   | 下椎葉地区                |
| 宮崎県道202号鞍岡赤谷線                                               | 宮崎県     | 西臼杵郡 | 五ヶ瀬町 | 大字鞍岡     | 五ヶ瀬町祇園町交差点      |
| 国道218号 重複区間起点 国道327号 重複区間終点 国道503号 重複区間起点  | 熊本県     | 上益城郡 | 山都町   | 馬見原       | 山都町馬見原交差点        |
| 国道218号 重複区間終点                                                | 熊本県     | 上益城郡 | 山都町   | 滝上         | 山都町滝上交差点          |
| 熊本県道151号清和高森線                                               | 熊本県     | 上益城郡 | 山都町   | 菅尾         | 菅尾地区                  |
| 宮崎県道・熊本県道141号河内矢部線                                     | 熊本県     | 上益城郡 | 山都町   | 柏           | 溜淵地区                  |
| 国道325号 重複区間起点                                                | 熊本県     | 上益城郡 | 山都町   | 柳           | 山都町柳交差点            |
| 熊本県道28号熊本高森線                                                | 熊本県     | 阿蘇郡   | 高森町   | 大字高森     | [ 注釈 7 ]                |
| 国道325号 重複区間終点 国道503号 重複区間終点                         | 熊本県     | 阿蘇郡   | 高森町   | 大字高森     | 村山地区                  |
| 熊本県道・大分県道135号高森竹田線                                     | 熊本県     | 阿蘇市   | 阿蘇市   | 波野大字中江 | 大戸ノ口                  |
| 熊本県道214号小地野永谷線                                             | 熊本県     | 阿蘇市   | 阿蘇市   | 波野大字波野 |                           |
| 熊本県道217号河原新波野線                                             | 熊本県     | 阿蘇市   | 阿蘇市   | 波野大字波野 | 左谷地区                  |
| 国道57号 重複区間起点 熊本県道213号内牧坂梨線                         | 熊本県     | 阿蘇市   | 阿蘇市   | 一の宮町坂梨 | 一の宮町坂梨交差点        |
| 大分県道・熊本県道11号別府一の宮線                                    | 熊本県     | 阿蘇市   | 阿蘇市   | 一の宮町宮地 | 宮地駅前交差点            |
| 国道57号 重複区間終点 国道212号                                       | 熊本県     | 阿蘇市   | 阿蘇市   | 黒川         | 内牧温泉入口交差点 / 終点 |

### 交差する鉄道
- 豊肥本線

### 峠
起点から
- 宮崎県
  - 輝嶺峠（きれいとうげ、児湯郡西米良村）
  - 尾股峠（児湯郡西米良村）
  - 飯干峠（東臼杵郡椎葉村）
  - 国見峠（東臼杵郡椎葉村 - 西臼杵郡五ヶ瀬町）
- 熊本県
  - 高森峠（阿蘇郡高森町 - 阿蘇市）